# Roots Canada
Pour les articles homonymes, voir Roots.

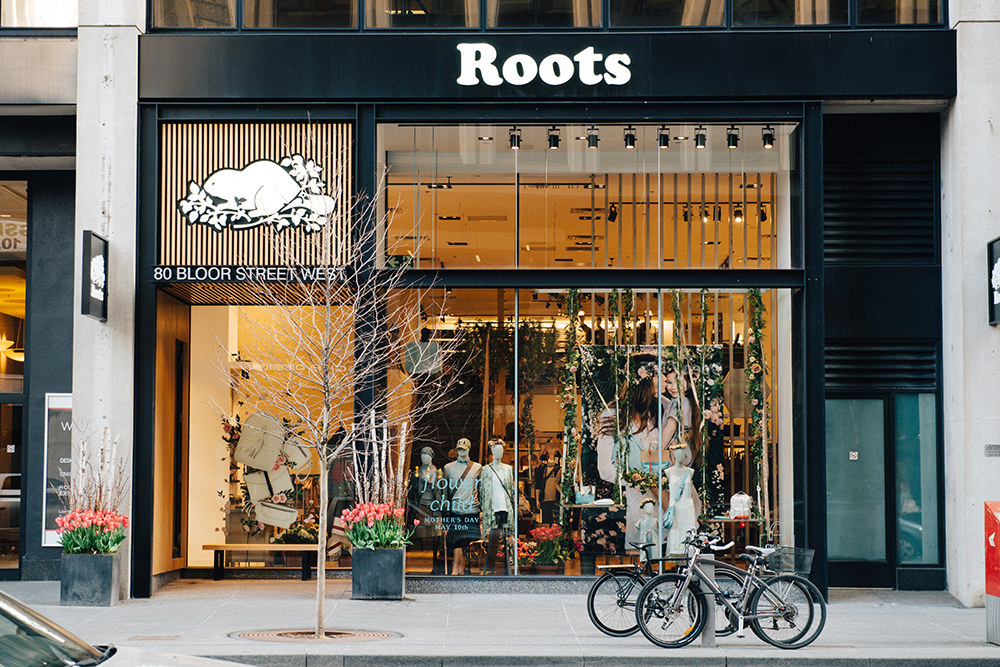
Magasin Roots sur la rue Bloor à Toronto.

Roots Canada (ou simplement Roots) est une entreprise canadienne de vêtements. En 2013, l'entreprise employait près de 2 000 personnes au Canada et possédait près de 220 boutiques dont 120 en Amérique du Nord.

## Historique
Roots a été fondée à Toronto en août 1973 par Michael Budman et Don Green. Quelques mois plus tard, Roots achète la compagnie Boa Shoe Company et lance sa première usine du traitement du cuir. à la fin de l'année 1973, la compagnie possède déjà des boutiques à Toronto, Vancouver, Montréal et dans quelques villes des États-Unis.
En Janvier 2020, le chef de la direction, Jim Gabel, quitte son poste et est remplacé par Meghan Roach (par intérim).